# 퇴계원도서관
퇴계원도서관은 경기도 남양주시 퇴계원읍에 있는 공립 도서관이다.

## 연혁
- 2012년 10월 11일 퇴계원도서관 개관

## 이용 안내
이용 시간
- 일반열람실: 08시~22시(1,3주 토요일 08시~18시)
- 문헌정보실(정기간행물실): 09시~22시(평일) / 09시~18시(공휴일 및 토,일요일)
- 디지털자료실, 어린이자료실, 가족열람실: 09시~18시 (매일)

휴관일
- 매달 둘째·넷째 월요일
- 1월 1일
- 설날·추석 연휴(대체공휴일 포함)
- 임시휴관: 특별한 사유로 도서관장이 지정하는 날